# Alexandre Bourdeau
Pour les articles homonymes, voir Bourdeau.
Alexandre Bourdeau, né le 15 mars 1978 à Le Gardeur, est un homme politique québécois.

## Biographie
Lors de l'élection générale québécoise de 2003, il est élu député à l'Assemblée nationale du Québec dans la circonscription de Berthier sous la bannière du Parti québécois. L'adéquiste François Benjamin le défait aux élections suivantes en 2007.
Il fut le troisième plus jeune député élu de l’histoire de l’Assemblée nationale du Québec et fut porte-parole de l’opposition officielle en matière de jeunesse et président du caucus des députés de la région de Lanaudière.
Par la suite, d'août 2007 à septembre 2009, il fut directeur adjoint au Cégep régional de Lanaudière à Joliette. Il s'occupa, lors de ces deux années, des dossiers des services aux étudiants et de l'organisation et du cheminement scolaires.
À partir de février 2010, il fut nommé au poste de Directeur du regroupement régional de Montréal de l'Association québécoise des établissements de santé et de services sociaux.
Alexandre Bourdeau est détenteur d’un baccalauréat en science politique de l’Université de Montréal obtenu en 2003, après l'obtention d'un Diplôme d’études collégiales en Sciences de la nature au Cégep de L’Assomption et au Collège Montmorency. Il poursuit une maîtrise en administration publique en concentration management public à l'ÉNAP.
Au cours de ses années d’études, il fut fortement engagé dans le mouvement étudiant, notamment à titre de coordonnateur aux affaires institutionnelles de la Fédération des associations étudiantes du campus de l'Université de Montréal en 2003 et de coordonnateur aux communications et à l'information à la Fédération étudiante collégiale du Québec en 1998. Il fut également membre du conseil d'administration du Complexe sportif de l'Université de Montréal, conseiller à l'exécutif national des jeunes du Parti québécois  et il occupa divers postes de l'exécutif du conseil d'administration du Collège Montmorency, dont celui de président.